# 学校法人南山学園
学校法人 南山学園（がっこうほうじん なんざんがくえん）とは、愛知県、神奈川県藤沢市に幼稚園・小学校・中学校・高等学校・大学・大学院を擁するカトリック系総合学園。学校法人。

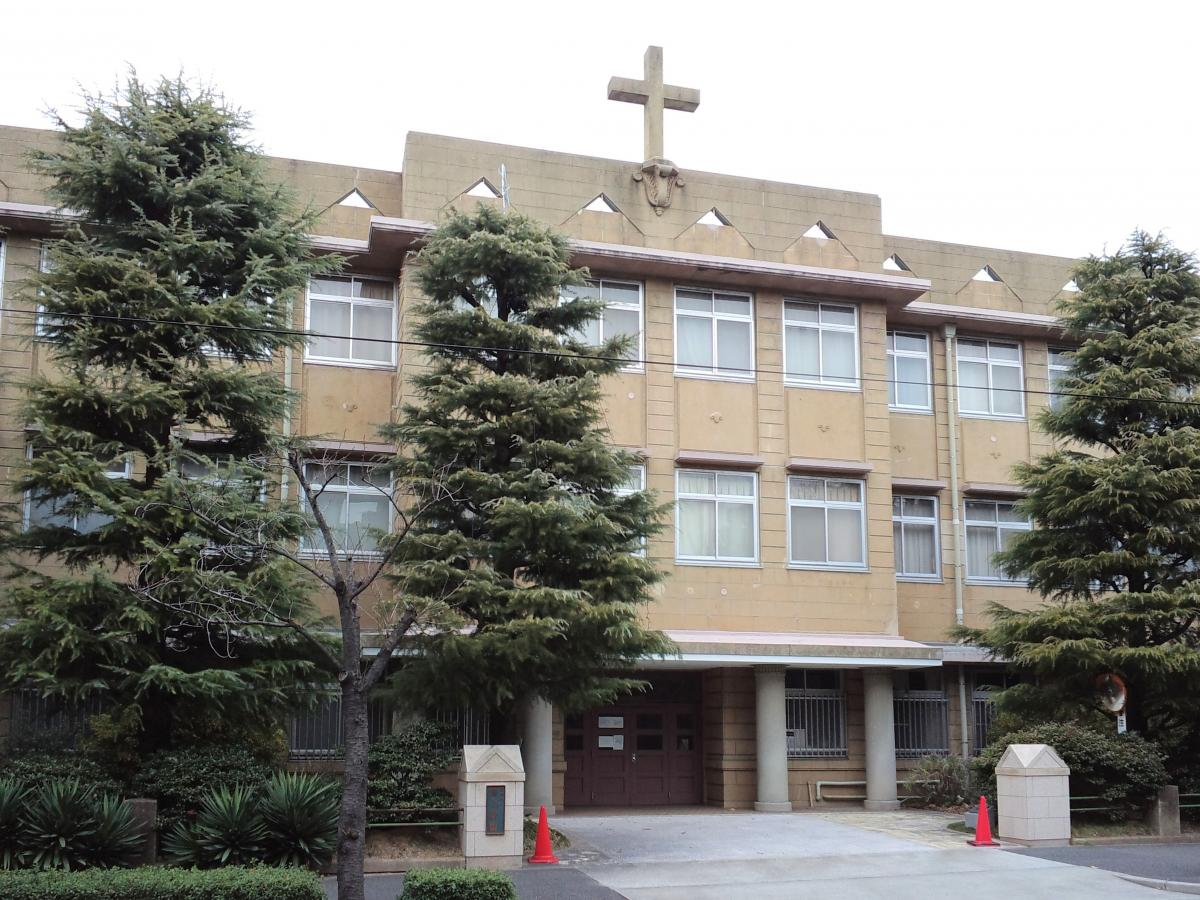
ライネルス記念館

## 教育モットー
Hominis Dignitati（人間の尊厳のために）
キリスト教世界観に基づく教育を行い、人間の尊厳を尊重かつ推進する人材の育成をめざしている。キリスト教世界観の要は、一人ひとりの人間がまさに－個人としてかけがえのない存在であり、侵すべからざる尊厳をもつ、という考えに基づく。したがって、キリスト教世界観に基づく教育の目標は、一人ひとりがまず自分の尊厳に気づき、その徹底を図る一方、他者の尊厳も認め、共に、人間の尊厳が尊重され推進される社会づくりに役立とう、という生き方を培うこと。この建学の理念を端的に表現するために、南山学園の各学校はラテン語でHominis Dignitati、すなわち「人間の尊厳のために」という統一の教育モットーを掲げている。

## 設置校

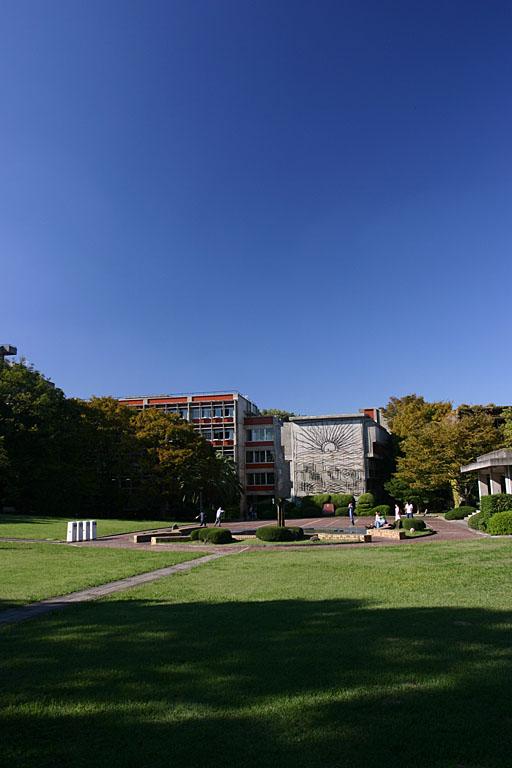
南山大学
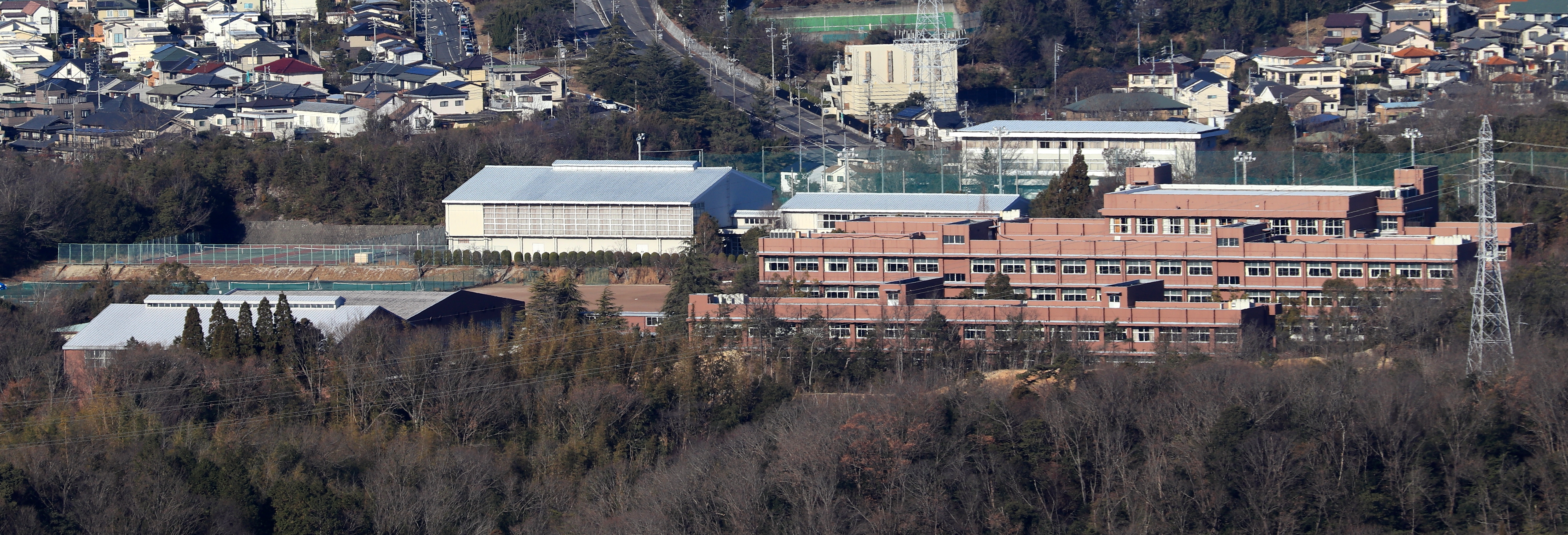
南山中学校・高等学校(男子部・女子部)
- 聖霊中学校・高等学校
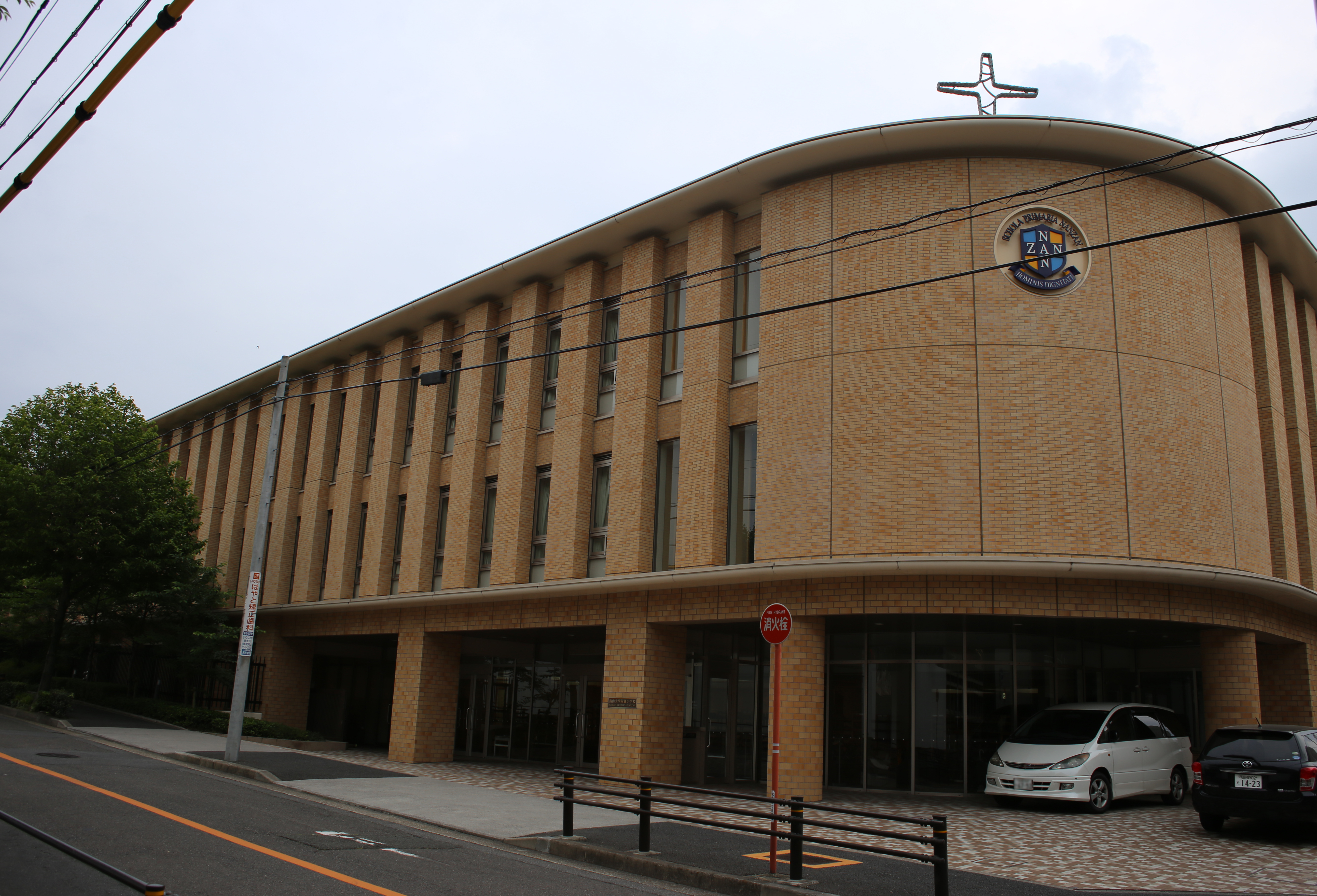
南山大学附属小学校
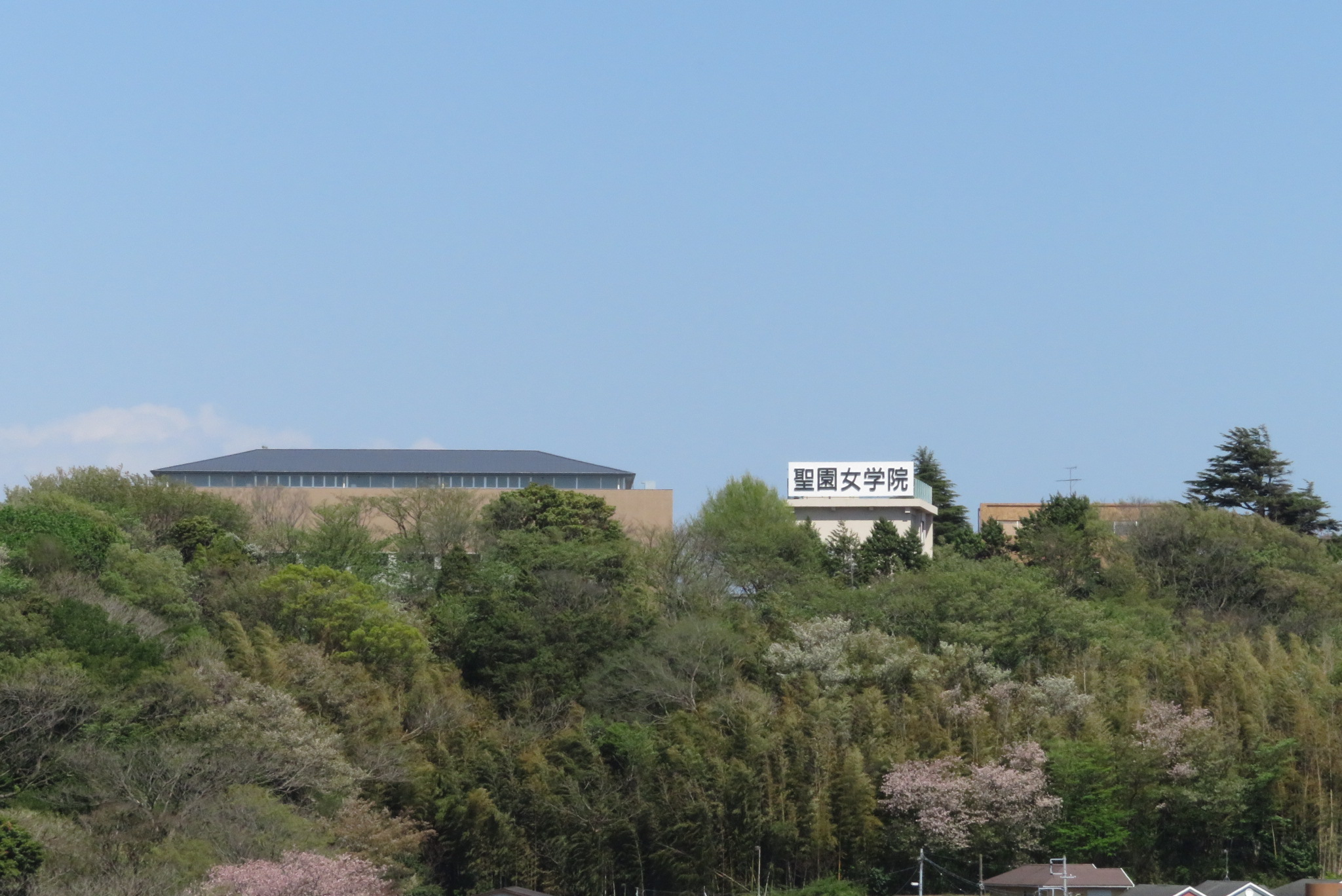
聖園女学院中学校・高等学校
- 聖園女学院附属聖園幼稚園
- 聖園女学院附属聖園マリア幼稚園

- 南山大学
- 聖霊中学校・高等学校
- 南山大学付属小学校
- 聖園女学院中学校・高等学校

## 南山学園の教育理念

### 宗教性の涵養
南山学園では、宗教性の涵養について二つの課題を区別している。一つは、キリスト教、仏教などを問わず、生かされていることへの感謝、という基本的な宗教心を育むこと。もう一つは宗教についての基本的な知識を教えることがもう一つの課題としている。

### 知的理解と厳しい知的訓練
南山大学を頂点とする学校教育では、技術的習熟よりも知的理解を基本とし、更に、その能力を養うため厳しい知的訓練を行う。

### 地域社会への奉仕
1932年に南山中学校が設立されたのは、カトリック教会の新しい管轄単位として10年前にできた名古屋教区の初代教区長ヨゼフ・ライネルス師が「地域の発展のため確かな学力と豊かな人間力を兼ね備えた人材の育成が教会に課された使命だ」と確信していたため。　70年代以来、海外進出を開始した企業の要請に応えて、南山学園では海外での生活を経験した帰国子女に安心して学習できる機会を提供してきた。さらに、60年代以降、南山大学では世界中から多くの留学生を受け入れてきたことも地域の国際化への少なからぬ貢献の証であるといえる。

### 国際性の涵養
世界中に広がるカトリック教会を背景にもつ南山学園にとって国際性の涵養は重要なミッションの一つ。創立以来、外国語教育に特別な努力が注がれているのも、そのためだ。実際に高い外国語能力は国際性を養い育てる上で、いわば不可欠な条件だ。留学や海外経験のある教員が多いことは南山学園の著しい特色と言える。

### 学園内連携
幼稚園から大学・大学院までを擁する南山学園は、各単位校は枠組みを超えた教育連携を行なっている。この教育連携により、各単位校における学びの質をより一層向上させ、これからの社会で活躍できる人材の育成を行う。

## 学園名『南山』の由来
学習に適した美しい健康地として八事丘陵が校地に選ばれた。学校辺りの山林地が南山(みなみやま)と呼ばれていたので、創立者は校名を「なんざん」とした。「南山中学」の校名で、「みなみやま」より「なんざん」の方が音のつながりが良かったためらしい。また、「なんざん」は、李白の春日行や詩経に散見する「南山」「南山寿」にも通じ、持久、堅固を意味し、長寿を慶祝する辞義がある。創立期の人々が、この名称に学校の永久の繁栄の意を込めていたことはいうまでもない。

## 学園長・理事長

### 南山学園名誉学園長
- 1987年 : アルベルト・ボルト

### 南山学園長
- 1949年 - 1957年 : Alysuys Pache
- 1957年 - 1970年 : 沼澤喜市
- 1983年 - 1987年 : アルベルト・ボルト
- 1994年 - 2004年 : ペドロ・シモン

- 1970年から1983年、1987年から1999年は学園長を設置していない。

### 理事長
- 初代 1932年 - 1941年 : ヨゼフ・ライネルス　[2]
- 第2代 1941年 - 1948年 : 松岡孫四郎
- 第3代 1948年 - 1951年 : フーベルト・フラッテン
- 第4代 1951年 - 1957年 : ゲオルク・ゲマインダ
- 第5代 1957年 - 1960年 : ヘルマン・ベルテルスベック
- 第6代 1960年 - 1963年 : ゲルハルト・シュライバー
- 第7代 1963年 - 1984年 : アルベルト・ボルト
- 第8代 1984年 - 1999年 : ペドロ・シモン
- 第9代 1999年 - 2008年 : ミカエル・カルマノ
- 第10代 2008年 - 2017年 : ハンス ユーゲン・マルクス
- 第11代 2017年 - : 市瀬英昭

### 名古屋聖霊学園長
- 1948年 - 1953年 : Pia Anna Heimgartner
- 1953年 - 1960年 : Hildebelta Anna Weig
- 1960年 - 1970年 : 嶋美恵子

## 沿革
（沿革節の主要な出典は公式サイト）
- 1909年（明治42年）8月 - 南山学園創立者ヨゼフ・ライネルスが来日[WEB 4]
- 1920年（大正9年）5月 - ヨゼフ・ライネルスにより、聖園女学園の設立母体である財団法人聖心愛子会（のちの宗教法人聖心の布教姉妹会）創立[WEB 4]
- 1932年（昭和7年）1月 - 名古屋市中区（現・名古屋市昭和区）に財団法人南山中学校（旧制）を設立[WEB 4]
- 1936年（昭和11年）1月 - 南山小学校を設置[WEB 4]
- 1941年（昭和16年）3月 - 南山小学校を名古屋市に移管[WEB 4]
- 1943年（昭和18年）4月 - 現・聖園幼稚園の前身である聖園戦時保育所を開設[WEB 4]
- 1946年（昭和21年）
  - 4月 - 聖園女学院高等女学校設立[WEB 4]
  - 7月 - 財団法人南山中学校を財団法人南山学園に改組[WEB 4]。南山外国語専門学校（英語科・華語科）設置[WEB 4]
- 1947年（昭和22年）
  - 4月 - 新制・南山中学校（男子部）設立[WEB 4]。聖園女学院小学校を設立
  - 8月 - 南山外国語専門学校を名古屋外国語専門学校と名称変更[WEB 4]
- 1948年（昭和23年）
  - 4月 - 新制・南山高等学校（男子部）を設立[WEB 4]。南山中学校に女子部を設置[WEB 4]。聖園女学院高等女学校を聖園女学院高等学校に名称変更。聖園女学院中学校を設立。聖園幼稚園を設立
  - 5月 - 南山高等学校（男子部）に定時制を併設[WEB 4]
  - 10月 - 財団法人南山学園の経営をカトリック名古屋教区から神言修道会に委譲[WEB 4]
  - 12月 - 財団法人名古屋聖霊学園設立
- 1949年（昭和24年）
  - 4月 - 南山大学（文学部、文学部第二部）を設立。財団法人名古屋聖霊学園が聖霊中学校を設立[WEB 4]
  - 9月 - 南山大学附属人類学民族学研究所を設置
- 1950年（昭和25年）3月 - 南山大学附属南山第二高等学校を設立[WEB 4]
- 1951年（昭和26年）
  - 3月 - 財団法人南山学園を学校法人南山学園に改組・財団法人海星学園と併合[WEB 4]。 財団法人名古屋聖霊学園を学校法人名古屋聖霊学園に改組。聖園女学院高等学校・中学校・小学校の運営元を学校法人聖園女学院に改組
  - 4月 - 南山高等学校に女子部を設置[WEB 4]。名古屋外国語専門学校を廃止[WEB 4]
- 1952年（昭和27年）
  - 4月 - 南山大学附属南山第二高等学校を南山大学附属四日市南山高等学校と名称変更[WEB 4]
  - 5月 - 学校法人長崎東陵学園を併合し、長崎南山中学校・高等学校と名称変更[WEB 4]
- 1953年（昭和28年）
  - 3月 - 南山高等学校（男子部）の定時制を廃止
  - 11月 - 南山高等学校の女子部を名古屋市昭和区隼人町へ移転[WEB 4]
- 1955年（昭和30年）
  - 2月 - 長崎南山中学校・高等学校を学校法人長崎南山学園に分離[WEB 4]
  - 3月 - 南山大学附属四日市南山高等学校を学校法人エスコラピオス学園に委譲[WEB 4]
- 1956年（昭和31年）4月 - 南山中学校の女子部を高等学校女子部の地へ移転[WEB 4]
- 1958年（昭和33年）4月 - 南山大学大学院を設置
- 1964年（昭和39年）4月 - 南山大学を名古屋市昭和区山里町へ移転
- 1966年（昭和41年）4月 - 学校法人聖園女学院が聖園マリア幼稚園を設立[WEB 4]
- 1968年（昭和43年）4月 - 南山短期大学（英語科）設立[WEB 4]
- 1970年（昭和45年）
  - 1月 - 学校法人名古屋聖霊学園が名古屋聖霊短期大学（家政学科）を設立[WEB 4]
  - 4月 - 聖霊高等学校・中学校が瀬戸市せいれい町へ移転[WEB 4]
- 1971年（昭和46年）4月 - 南山短期大学が名古屋市昭和区隼人町の新校舎へ移転[WEB 4]
- 1973年（昭和48年）10月 - 南山大学に隣接して神言会がロゴスセンターを開館
- 1974年（昭和49年）
  - 4月 - 南山大学に日本研究センター（外国人留学生別科）を設置[WEB 4]
  - 11月 - 学校法人南山学園に南山宗教文化研究所を設置
- 1976年（昭和51年）
  - 1月 - 学校法人聖園女学院を学校法人神奈川聖心の布教姉妹会に名称変更
  - 4月 - 南山大学にアメリカ研究センターを設置
- 1977年（昭和52年）9月 - 南山短期大学に人間関係研究センターを設置
- 1979年（昭和54年）
  - 3月 - 学校法人神奈川聖心の布教姉妹会の聖園女学院小学校を休校
  - 4月 - 南山中学校に海外帰国子女特別学級を設置[WEB 4]。学校法人南山学園の南山宗教文化研究所を南山大学へ移管
- 1980年（昭和55年）5月 - 南山大学に南山経済倫理研究所を設置
- 1981年（昭和56年）
  - 4月 - 南山中学校に国際部設置[WEB 4]
  - 6月 - 南山大学の南山経済倫理研究所を社会倫理研究所と名称変更
- 1982年（昭和57年）4月 - 南山高等学校に国際部設置[WEB 4]。南山大学の日本研究センターとアメリカ研究センターを包含して国際部を設置
- 1983年（昭和58年）4月 - 南山大学国際部にラテンアメリカ研究センターを設置。南山短期大学に南山公開講座を開設
- 1984年（昭和59年）4月 - 南山大学の神学科・大学院神学専攻が「在名古屋南山大学教皇庁認可神学部」としてローマ教皇庁より認可
- 1885年（昭和60年）4月 - 南山大学に経営研究センター、視聴覚教育センターを設置
- 1986年（昭和61年）5月 - 南山大学国際部にオーストラリア研究センターを設置
- 1988年（昭和63年）4月 - 南山短期大学に外国語研究センターを設置
- 1989年（平成元年）4月 - 南山短期大学の南山公開講座を学校法人南山学園へ移管してコミュニティカレッジ公開講座と名称変更
- 1991年（平成3年）4月 - 南山大学国際部にヨーロッパ研究センターを設置
- 1993年（平成5年）4月 - 南山高等学校・中学校の国際部を発展させ、豊田市亀首町に南山国際高等学校・中学校を設置[WEB 4]
- 1994年（平成6年）3月 - 南山大学国際部を改組
- 1995年（平成7年）
  - 4月 - 学校法人南山学園のコミュニティカレッジ公開講座を南山大学と南山短期大学に移管
  - 6月 - 学校法人名古屋聖霊学園と合併[WEB 4]
- 2000年（平成12年）
  - 3月 - 南山短期大学の人間関係研究センターを廃止
  - 4月 - 南山大学の瀬戸キャンパスを開設（従前のキャンパスを名古屋キャンパスとする）[WEB 4]。南山大学に人間関係研究センターを設置。学校法人南山学園に瀬戸聖霊キャンパスキリスト教センターを設置
- 2002年（平成14年）4月 - 南山大学名古屋キャンパスに南山エクステンション・カレッジを開設
- 2003年（平成15年）4月 - 南山大学名古屋キャンパスに言語学研究センター、アジア研究センターを設置
- 2004年（平成16年）4月 - 南山大学に法科大学院を設置。南山大学サテライトキャンパスを設置。学校法人神奈川聖心の布教姉妹会の聖園女学院小学校を廃止。学校法人神奈川聖心の布教姉妹会と学校法人新潟聖心の布教姉妹会が合併
- 2005年（平成17年）
  - 3月 - 名古屋聖霊短期大学が閉学[WEB 4]
  - 4月 - 南山大学名古屋キャンパスのオーストラリア研究センターとアジア研究センターを統合し、アジア・太平洋研究センターを設置。南山大学サテライトキャンパスに数理情報研究センターを設置
- 2007年（平成19年）4月 - 南山大学名古屋キャンパスに英語教育センター、法曹実務教育研究センター、リーガルクリニックを設置。南山大学サテライトキャンパスの数理情報研究センターを南山大学瀬戸キャンパスへ移転
- 2008年（平成20年）4月 - 南山大学附属小学校を開校[WEB 4]
- 2010年（平成22年）3月 - 南山大学サテライトキャンパスを閉鎖
- 2011年（平成23年）
  - 4月 - 南山短期大学を南山大学短期大学部に名称変更。南山大学短期大学部を南山大学名古屋キャンパスの地に移転。南山大学、南山大学短期大学部のコミュニティカレッジ公開講座を南山エクステンション・カレッジに統合
  - 10月 - 学校法人神奈川聖心の布教姉妹会を学校法人聖園学園に変更
- 2012年（平成24年）10月 - 名古屋市昭和区南山町1の地に法人本部を移転
- 2013年（平成25年）4月 - 南山大学名古屋キャンパスに教職センターを設置
- 2014年（平成26年）
  - 3月 - 学校法人聖園学院の新潟聖園マリア幼稚園を閉園
  - 4月 - 南山大学瀬戸キャンパスの数理情報研究センターを理工学研究センターに名称変更
  - 9月 - 南山学園史料室と南山大学史料室を統合し、学校法人南山学園に南山アーカイブズを設置[WEB 4]
- 2015年（平成27年）
  - 4月 - 南山大学名古屋キャンパスに理工学部、南山大学大学院理工学研究科、南山大学大学院数理情報研究科、理工学研究センターが移転。学校法人聖園学院の聖園幼稚園を聖園女学院附属聖園幼稚園に、聖園マリア幼稚園を聖園女学院附属聖園マリア幼稚園に名称変更
  - 11月 - 学校法人南山学園の南山アーカイブズに常設展示室を開設
- 2016年（平成28年）4月 - 学校法人聖園学院と合併[WEB 5]。南山大学名古屋キャンパスに情報センター、コンプライアンス室、IR推進室を設置
- 2017年（平成29年）4月 - 南山大学総合政策学部、南山大学大学院社会科学研究科総合政策学専攻を瀬戸キャンパスから名古屋キャンパスへ移転し、大学のキャンパスを統合[WEB 4]。ロゴスセンターが神言会から南山大学へ移管。南山大学に国際センター、外国語教育センター、保健センター、体育教育センター、キリスト教センターを設置
- 2020年（令和2年）3月 - 南山大学短期大学部が閉学
- 2023年（令和5年）3月 - 南山国際中学校・高等学校が閉校[WEB 4]

## 廃止校
- 名古屋聖霊短期大学（2005年3月閉学）
- 南山大学短期大学部（2019年3月閉学）
- 南山国際中学校・高等学校（2023年3月閉校）

## 南山学園施設
- 南山学園 研修センター（名古屋市昭和区広路町隼人）
- 南山学園 伊勢海浜センター（三重県伊勢市大湊町）
- 交流会館
  - 名古屋交流会館（名古屋市昭和区山里町）
  - 山里交流会館（名古屋市昭和区山里町）
  - 瀬戸第一交流会館（愛知県瀬戸市緑町）
  - 瀬戸第二交流会館（愛知県瀬戸市山口町）
- 学生用マンション
  - フォワイエ南山（名古屋市昭和区五軒家町）
  - 四ツ谷の里（名古屋市千種区朝岡町）
- ロゴスセンター（名古屋市昭和区八雲町）

## 南山学園関連施設
- 多治見修道院ログハウス・研修センター（岐阜県多治見市緑ヶ丘）

## 備考
- 2005年度、1件で約180億円相当の巨額寄付が寄せられた。寄付者については守秘義務を理由に公表されていない。南山学園の2005年度の財務資料によると、寄付は有価証券とみられ、学園では2008年度に新設する小学校から大学までの教育・研究活動の支援に充てる基金に組み込んだという。
- その一方で、2008年12月6日付の中日新聞によると、南山大などを運営する学校法人南山学園が、資産運用していたデリバティブ（金融派生商品）の取引で為替変動に伴い損失を出した。12月に入って処理し約34億円の損失が確定した。学校運営に影響はないという。南山学園は2006年度からデリバティブで資産を運用。世界的な金融危機による為替変動で多額の含み損が発生し、契約の解除を決めた。ただ、これまでデリバティブで約26億円の収益を出しており、デリバティブの実質的な損失は約８億円。南山学園は、授業料や補助金、資産運用などを合わせた07年度の収入は約210億円だった。加藤忠夫理事・法人事務局長（64）は「教育・研究に影響はない。今回のことを真剣に受け止め、今後はより慎重な運用に努めていきたい」と述べている[WEB 6]。

## 学校法人南山学園を舞台とする作品
- 僕の初恋をキミに捧ぐ（映画） - 講堂が映画のロケ地として使われた[WEB 7]。

#### WEB
1. ↑  “『学園総合案内誌』2018年度、3、4頁”.   南山学園. 2019年1月31日閲覧。[リンク切れ]
2. ↑  “『南山学園概要』2018年度、17、18頁”.   南山学園. 2019年1月31日閲覧。[リンク切れ]
3. ↑  聖園女学院中学校高等学校ホームページ「学院について」ページ内「創立母体とライネルス神父・沿革」（2020年9月5日確認）
4. 1 2 3 4 5 6 7 8 9 10 11 12 13 14 15 16 17 18 19 20 21 22 23 24 25 26 27 28 29 30 31 32 33 34 35 36 37 38 39 40 41 42 43  “学園概要　沿革・歴史”.   学校法人南山学園. 2024年7月22日閲覧。
5. ↑  “学校法人南山学園と学校法人聖園学院との法人合併契約の締結について” (PDF).   学校法人南山学園 (2015年6月16日). 2015年6月17日閲覧。
6. ↑  南山学園が34億円損失　金融危機影響、デリバティブで 2008年12月6日　中日新聞
7. ↑  “僕の初恋をキミに捧ぐ”.   なごや・ロケーション・ナビ. 2019年1月3日閲覧。

#### 書籍
1. ↑  『南山学園概要』学校法人南山学園、2020年、9頁。
2. ↑  多治見市に初めて誕生した幼稚園、私立「愛児幼稚園」は、大阪保育専門学校で幼児教育を学んできた畑智恵子によって1931年に創設されたが、その際、当時教区長・南山中学校長であったライネルスは「お伽の国のお城の様な園舎を建てる」など、園の設立に全面的に協力した。〔岐阜県幼稚園教育研究会『昭和59年度 岐阜県幼稚園教育誌 岐阜県幼稚園教育の現状とその追跡』56-57頁・228頁〕
3. ↑  学校法人南山学園『2020 Hominis Dignitati』（2020年度版学園総合案内誌）p.3-4「南山学園の歴史　それは、ライネルス神父の来日から始まった。」（2020年9月4日、5日確認）